# Atlantropa
Atlantropa ili Panropa je bio veliki građevinarski plan. Predviđao je nasipanje velikih dijelova Sredozemnog mora i rubnih mu mora, naseljavanje novih područja i izgradnju velike hidroelektrane na Gibraltarskom tjesnacu, Dardanelima i između Sicilije i Tunisa. Plan je zamisao njemačkog arhitekta Hermana Sörgela iz 1928. godine. Zamisao je promicao sve do svoje smrti 1952. godine.
Nastao bi Eurafrički velekontinent, Sredozemlje bi bilo podijeljeno na dva bazena. Razina zapadnog dijela Sredozemlja snizila bi se za 100 metara, a istočnog za dvjesta. Time bi se dobilo 660.200 četvornih kilometara nove površine od mora, što je veće od Francuske. 
Sörgel je osmislio ovaj projekt pod utjecajem teška iskustva Prvoga svjetskog rata, poslijeratna izbjeglička kriza, nezaposlenost, prenaseljenost, energetska kriza (saudijska nafta još nije bila otkrivena), gospodarsko-političkih previranja 1920-ih te uspona nacizma u Njemačkoj. Smatrao je da se novi svjetski rat može izbjeći samo ako se posegne za radikalnim rješenjem. Danas projekt izgleda čudnovato i redikulozno, no u vrijeme kad ga je Sörgel predložio, ozbiljno su ga razmatrali i arhitekti, i novinari, inženjeri i političari.
Izgradnjom brane i snižavanjem razine Sredozemnog mora, a to prelijevanje zbog razlike razine Sredozemnog mora i Atlantskog oceana iskoristio bi za proizvodnju struje u hidroelektrani. Time bi se stvorile nove suhozemne površine i stvorio suhozemni spoj s Afrikom. Nove zemljišne površine stvorile bi nove zemlje za naseljavanje, primjerice na dnu osušenog Jadranskog mora. Projekt je pored gibraltarske, predviđao još četiri velike brane: preko Dardanela radi zadržavanja Crnog mora, između Sicilije i Tunisa čime se proviđao cestovni put i daljnje snižavalo unutarnje Sredozemlje, te još zahvate u Africi: na rijeci Kongu te proširenje Sueskog kanala i brave radi održavanja spoja s Crvenim morem.
Branama na rijeci Kongu, nizvodno od pritoke Kwa napunio bi se megabazen oko jezera Čada. Time bi se dovela slatka voda za navodnjavanje Sahare i brodski pristup unutrašnjosti Afrike. Osim novih zemljišta, velika količina struje iz hidroelektrana pokrivala bi 50 posto ondašnjih europskih elektroenergetskih potreba. Sörgel je pristupio sanjarski, nikad ne razmatravši kako bi druge zemlje reagirale ili se promijenile. Posljedica bi bila da bi zemljana masa Levanta, primjerice narasla za 50% zbog opadanja morske razine. Sörgel bi također morao proći kroz više bliskoistočnih zemalja za doći do Afrike gdje bi se odvile velike promjene.
Plan svjetskog mira predložen je tehnološkim putem. Atlantropom bi upravljalo neovisno tijelo koje bi moglo isključiti struju svakoj državi koja bi predstavljala opasnost. Drugi način kojim bi projekt onesposobio zemlje za rat je veliki trošak koji bi koštao sve zemlje tako da nitko ne bi mogao financirati rat. Sörgel je unio mnogo napora radi promicanja svoje zamisli. U to su spadali radijski programi, filmovi, razgovori te čak i simfonija Atlantropa. Njegovi opširni planovi, crteži novih gradova te pisma potpore danas su pohranjeni u Njemačkom muzeju u Münchenu.
Sörgel je 1929. napisao knjigu svojih zamisli pod naslovom The Panropa Project, Lowering the Mediterranean, Irrigating the Sahara, a tri godine poslije je promijenio ime svom projektu u drugoj knjizi naslova Atlantropa, po kojemu se i danas znade za ovaj utopijski projekt.
Pokret Atlantropa tijekom desetljeća karakterizirale su četiri stalne osobine:
- Pacifizam, po obećanjima uporabe tehnologije mirnim putem.
- Paneuropski osjećaj. Projekt se smatralo načinom ujediniti ratom rastrganu Europu.
- Eurocentrični stav prema Africi, koji bi se ujedinila s Europom u "Atlantropu" ili Eurafriku)).
- Neokolonijalna geopolitika, koja je svijet dijelila u tri bloka: Ameriku, Aziju i Atlantropu.[12]

Aktivnu potporu projekta dala je samo ograničena skupina arhitekata i planera iz Njemačke i nekih zemalja, prije svega sjevernoeuropskih. Kritičari su kritizirali projekt zbog različitih pogrešaka, u rasponu od nedostatka ikoje kooperacije sredozemnih država u planiranju s obzirom na učinke koje bi projekt bio napravio na povijesne obalne zajednice koje bi tim projektom ostale zabačene u unutrašnjost kad bi se more povuklo. Projekt je vrhunac popularnosti imao kasnih 1920-ih i početkom 1930-ih, kad je zbilja bila velika, onda opet kratko vrijeme bio je popularan kasnih 1940-ih i ranih 1950-ih i uskoro je nestao iz javne rasprave nakon Sörgelove smrti.
Institut Atlantropa bilo je udruženje pokrovitelja i podupiratelja projekta. Raspušteno je 1960. godine i Atlantropa je postala stvar prošlosti.

## Vanjske poveznice
- Isječci iz filma Atlantropa (1951.) (nje.)
- Deutsches Museum  Arhivirana inačica izvorne stranice od 31. listopada 2016. (Wayback Machine) (eng.)
- Environment & Society Portal Atlantropa – Endless Energy from the Mediterranean Sea, izložbeni posteri 1932. godine
- Cabinet Magazine Issue 10 Property Spring 2003. Brošura projekta Atlantropa (eng.)